# Hr.Ms. Tjerk Hiddes (1967)
Hr.Ms. Tjerk Hiddes (F 804) is een fregat van de Van Speijkklasse dat tot 1986 door Nederland in gebruik was. Het schip is vernoemd naar de Nederlandse admiraal Tjerk Hiddes de Vries en is het vijfde schip vernoemd naar Tjerk Hiddes. De Nederlandse scheepswerf de Nederlandsche Dok en Scheepsbouw Maatschappij nam de bouw van het schip voor de rekening.
Na de uitdienstname is het schip verkocht aan Indonesië. Bij de Indonesische marine doet het schip dienst als Ahmad Yani.